# Palangrotte
La palangrotte est un instrument de pêche consistant en quelques longueurs de nylon et un, voire plusieurs, hameçons. Par métonymie, le même terme désigne la technique de pêche qui utilise cet instrument.
Cette technique  de pêche est pratiquée dans le monde entier ; autour de Marseille, elle sert en particulier pour pêcher les poissons de roche destinés à la bouillabaisse.
On peut pêcher en tenant le fil à la main, ou en laissant le fil pendre à un morceau de liège.